# Duchoiselle
Duchoiselle est un sculpteur français, actif à Paris dans la seconde moitié du XIXe siècle.

## Biographie
Il n'y a pas d'information sur la vie de ce sculpteur, surtout connu par quelques œuvres ornementales, de petits sujets en bronze lui étant aussi attribués.

## Œuvres
- Paris :
  - hôtel de Brienne, bas-relief du fronton avec Hamel en 1875[réf. nécessaire] ;
  - palais Garnier : figues d'enfants dans le proscenium, 1882[réf. nécessaire] ;
  - plafonds du palais du Louvre : 
    - dans la salle des Empereurs, il sculpte les médaillons représentant Auguste, César, Charlemagne et Napoléon Ier dans les deux tympans situés aux extrémités de la salle, entre 1865 et 1868[1] ;
    - Un Amour (n°58), 1868, partie inférieure des piédroits de la grande arcade de l'escalier Mollien, à la place des enfants sirènes[2] ;

  - immeuble du 5, boulevard Morland : médaillons représentant des membres de la famille de Léon Auguste Gennerat (1832-1914), architecte, sur la façade[réf. nécessaire].
- localisation inconnue :
  - Indien pêchant dans sa Pirogue, attribution, statuette en bronze[3] ;
  - La Pêche et  La Chasse, attribution, deux statuettes en bronze[4].